# 上間陽子
上間 陽子（うえま ようこ、1972年 - ）は、日本の教育学者である。琉球大学教育学研究科教授。

## 経歴
1972年、沖縄県コザ市に生まれる。東京都立大学博士課程退学。
1990年代から2014年までは東京都、その後は沖縄県において、未成年少女たちの支援と調査に携わる。風俗調査、沖縄階層調査、若年出産女性調査などを実施している。
2017年に著書『裸足で逃げる 沖縄の夜の街の少女たち』、2020年にエッセイ集『海をあげる』が刊行された。2021年、第14回わたくし、つまりNobody賞を受賞した。
2021年、若年女性の妊娠と出産を支援するシェルター施設「おにわ」を沖縄県に開設した。上間は、同じく琉球大学教授の本村真と共同で代表を務めるほか、現場管理を担当している。

## 影響
歌手の星野源は、楽曲「不思議」を制作する際に上間の著書『裸足で逃げる 沖縄の夜の街の少女たち』と『海をあげる』を読んで深く影響されたという。2021年放送のラジオ番組『星野源のオールナイトニッポン』の中で、星野は「『不思議』の歌詞には出てきてないんですけど、『裸足で逃げる』の中で出てくる方々の耳にどうやって染み込んでいくのかな。なんかそこを（考えた）」と語っている。

## 著書

### 単著
- 『裸足で逃げる 沖縄の夜の街の少女たち』（太田出版、2017年）
- 『海をあげる』（筑摩書房、2020年）

### 共編著
- 『沖縄子どもの貧困白書』（かもがわ出版、2017年、小田切忠人・加藤彰彦・金城隆一・鎌田佐多子と共編著）
- 『誰も置き去りにしない社会へ 貧困・格差の現場から』（新日本出版社、2018年、平松知子・鳫咲子・岩重佳治・小野川文子・吉田千亜・飯島裕子・山野良一・荻野悦子・中嶋哲彦と共著）
- 『地元を生きる 沖縄的共同性の社会学』（ナカニシヤ出版、2020年、上原健太郎・打越正行・岸政彦と共著）
- 『言葉を失ったあとで』（筑摩書房、2021年、信田さよ子と共著）
- 『「いろんな人がいる」が当たり前の教室に』（解説、高文研、2021年、原田真知子著）
- 『復帰50年 沖縄子ども白書 2022』（かもがわ出版、2022年、川武啓介・北上田源・島村聡・二宮千賀子・山野良一・横江崇と共編著）
- 『別冊NHK100分de名著 フェミニズム』（NHK出版、2023年、上野千鶴子・加藤陽子・鴻巣友季子と共著）

## 受賞
- 2018年 - 第8回紀伊國屋じんぶん大賞 第4位（『裸足で逃げる 沖縄の夜の街の少女たち』）[14]
- 2021年 - 第14回わたくし、つまりNobody賞[15]
- 2021年 - 第7回沖縄書店大賞 沖縄部門 大賞（『海をあげる』）[16]
- 2021年 - 第18回本屋大賞 ノンフィクション部門（『海をあげる』）[17]